# Villa Celiera
Villa Celiera község (comune) Olaszország Abruzzo régiójában, Pescara megyében.

## Fekvése
A megye északnyugati részén fekszik, Gran Sasso - Monti della Laga Nemzeti Park területén fekszik a Schiavone folyó völgyében. Határai: Carpineto della Nora, Castel del Monte, Civitella Casanova, Farindola, Montebello di Bertona ésOfena.

## Története
Első említése a 15. századból származik Castrum Celeriae néven. A 16. században a cantelmói feudum része volt. 1913-ban vált önálló községgé, amikor elszakadt Civitella Casanovától. 

## Népessége
A népesség számának alakulása:

## Főbb látnivalói
- a 11. században épült Santa Maria-apátság romjai
- San Giovanni Battista-templom
- Sant’Egidio-templom
- Regina Coeli-templom